# Jaroslav Kraus (basketbalista)
Jaroslav Kraus (* 16. února 1959) je bývalý československý basketbalista, mistr Československa 1989 a 1993, mistr Slovenska 1994.
V československé basketbalové lize v letech 1979-1993 celkem odehrál 13 sezón za kluby VŠDS Žilina, Dukla Olomouc a Baník Cígel Prievidza, s nímž byl dvakrát mistrem Československa (1989, 1993) a jedenkrát vicemistrem (1992). Je na 32. místě tabulky střelců československé ligy s celkovým počtem 4626 bodů. Ve slovenské basketbalové extralize mužů s BC Prievidza získal titul mistra Slovenska 1994.
S BC Prievidza se zúčastnil pěti ročníků evropských klubových pohárů v basketbale, z toho Poháru evropských mistrů (1990) a čtyřikrát FIBA Poháru Korač (1991 až 1994). 
Za reprezentační družstvo Československa v roce 1989 hrál 7 zápasů.

## Hráčská kariéra

### Hráč klubů
...* Československá basketbalová liga celkem 14 sezón (1964-1978) a 1503 bodů
- 1979-1984 VŠDS Žilina - 3x 5. místo (1981, 1983, 1984), 6. místo (1982), 7. místo (1980)
- 1984-1985 Dukla Olomouc - 7. místo (1985)
- 1986-1994 BC Prievidza - 2x mistr Československa (1989), vicemistr (1982), 3. místo (1991), 4. místo (1988), 2x 6. místo (1987, 1990)
- Slovenská basketbalová liga - BC Prievidza - mistr Slovenska (1994)

Evropské poháry klubů - Baník Cígel / BC Prievidza
- Pohár evropských mistrů - 1989-1990 1/8 finále - s FC Barcelona (74-85, 71-93), Kraus 18 a 16 bodů
- FIBA Pohár Korač - 4 ročníky
  - 1990-1991 - 1. kolo s KK Kalev Tallinn, Lotyšsko (85-86, 87-107)
  - 1991-1992 - 1. kolo s Cukurova Üniver. SK Adana, Turecko (87-83, 64-80)
  - 1992-1993 - 1. kolo s BK Akademik Varna, Bulharsko (131-89, 91-96), 1/32: s Taugrés Baskonia Vitoria, Španělsko (93-119, 92-111)
  - 1993-1994 - 1. kolo Galatasaray SK Istanbul, Turecko (89-75, 73-91), vyřazeni rozdílem 4 bodů ve skóre

### Československo
- Za reprezentační družstvo Československa mužů 7 utkání v roce 1959